# تایرون وودلی
تایرون وودلی (انگلیسی: Tyron Woodley؛ زادهٔ ۱۷ آوریل ۱۹۸۲) ورزشکار هنرهای رزمی ترکیبی و بازیگر اهل ایالات متحده آمریکا است.
او قهرمان سابق میان‌وزن سازمان یواف‌سی است که چهار بار از عنوان قهرمانی خود دفاع کرده است. وودلی که از سال ۲۰۰۹ به صورت حرفه‌ای فعالیت می‌کند، در استرایک‌فورس نیز به رقابت پرداخت و یک کشتی‌گیر دانشگاهی در دسته اول NCAA برای تیم میزوری تایگرس بود و دو بار قهرمان All-American و Big 12 Conference شد.
از فیلم‌ها یا برنامه‌های تلویزیونی که وی در آن نقش داشته‌است می‌توان به سلطان اشاره کرد.